# Russula dissimulans
Russula dissimulans é um fungo que pertence ao gênero de cogumelos Russula na ordem Russulales. Foi descrito cientificamente por Shaffer em 1962.